# Tiset (Aarhus Kommune)
 For alternative betydninger, se Tiset. (Se også artikler, som begynder med Tiset)
Tiset er en lille landsby i Østjylland under Tiset Sogn, 14 kilometer syd for Aarhus og 3 kilometer nord for Solbjerg. Landsbyen består af 9 huse og 5 gårde – indenfor byskiltet. Den ligger i Aarhus Kommune og hører til Region Midtjylland.